# Katsina Ala (miasto)
Katsina Ala – miasto w Nigerii (stan Benue), położone nad rzeką Katsina Ala (główny dopływ rzeki Benue). Miasto jest ważnym ośrodkiem archeologicznym, gdzie znaleziono artefakty kultury Nok. Przeważają mieszkańcy Tiv.